# Fútbol Club Ciudad de La Habana
O Fútbol Club Ciudad de La Habana, mais conhecido como Ciudad de La Habana, é um clube de futebol cubano com sede em Havana.
Disputa atualmente a Primeira Divisão do país caribenho.
É um dos clubes mais bem-sucedidos do futebol local, tendo vencido o campeonato nacional seis vezes.

## Títulos
- Campeonato Cubano de Futebol
  - Campeão (10): 1978, 1979, 1984, 1994, 1998 e 2000/01.